# Stepan Makarov
Stepan Ossipovitj Makarov i äldre svensk litteratur även transkriberad Stefan Osipovitj, ryska Степа́н О́сипович Мака́ров. Född 27 december (8 januari 1849 enligt gregoriansk kalender) 1848 i Mykolajiv (Nikolajev, i dåvarande Ryska riket), död 31 mars (13 april enligt gregoriansk kalender) 1904 ombord på slagskeppet Petropavlovsk (sjöminsprängning), var en rysk konteramiral, militärstrateg, polarforskare och oceanograf. Befälhavare över Första Stillahavsflottan 1904.
Makarov fick hjältestatus under Rysk-turkiska kriget 1877-1878 när fartyget han var befälhavare över genomförde historiens första torpedering. Under de kommande åren innehade han flera prestigefyllda civila och militära positioner. Främst arbetade han med utveckling av sjöexpeditioner, isbrytare, torped- och minväsende samt pansarbrytande granater. När han 1904 efter det japanska anfallet på Port Arthur utsågs till befälhavare över Stillahavsflottan var Makarov redan en legend. Väl på plats påbörjade han en intensiv utbildningsperiod och började använda flottan offensivt med regelbundna sortier i hopp om att störa eller möjligen ge batalj om en mindre del av den japanska flottan kunde isoleras. Under en av dessa sortier minsprängdes hans flaggskepp Petropavlovsk och Makarov omkom. Till skillnad mot många andra av tidens ryska amiraler har Makarov ett gott eftermäle men hans inverkan på Rysk-japanska kriget blev marginell. Han efterträddas av konteramiral Vithöft.

## Eftermäle
Asteroiden 6220 Stepanmakarov är uppkallad efter Stepan Makarov.